# Canthochilum taino
Canthochilum taino är en skalbaggsart som beskrevs av Matthews 1966. Canthochilum taino ingår i släktet Canthochilum och familjen bladhorningar. Inga underarter finns listade.